# Мальчихин, Валерий Андреевич
Валерий Андреевич Мальчихин (род. 31 августа 1946, Обозерская, Архангельская область) — российский политический деятель, депутат Государственной думы РФ четвёртого (2003—2007) и пятого созыва (2007—2011).

## Биография
В 1970 году окончил Архангельский лесотехнический институт по специальности «инженер-химик — технолог».
В 1985 году был избран председателем Коряжемского городского исполнительного комитета. В 1991 году был назначен главой городской администрации. В 1996 году был избран главой местного самоуправления муниципального образования «Город Коряжма». В 2000 году был переизбран мэром города Коряжма на новый срок.

### Депутат госдумы
В 2003 году был избран депутатом Государственной Думы ФС РФ четвёртого созыва от избирательного округа 062 (Котласский округ, Архангельская область). Член Комитета по природным ресурсам и природопользованию. Член межфракционной депутатской группы «Север России». Член Комиссии по вопросам практики применения избирательного законодательства Российской Федерации.
2 декабря 2007 года избран депутатом Государственной Думы РФ пятого созыва в составе федерального списка кандидатов, выдвинутого партией «Единая Россия». Член Комитета ГД по природным ресурсам, природопользованию и экологии.